# میکل شونبر
میکل شونبر (دانمارکی: Michael Schjønberg؛ زادهٔ ۱۹ ژانویهٔ ۱۹۶۷) بازیکن سابق و مربی فوتبال اهل دانمارک است.
از باشگاه‌هایی که در آن بازی کرده‌است می‌توان به باشگاه فوتبال کایزرسلاوترن، باشگاه فوتبال هانوفر ۹۶، باشگاه فوتبال ادنسه، و باشگاه فوتبال اسبیرگ اشاره کرد.
وی همچنین در تیم ملی فوتبال دانمارک بازی کرده‌است.